# Regenstein (Adelsgeschlecht)

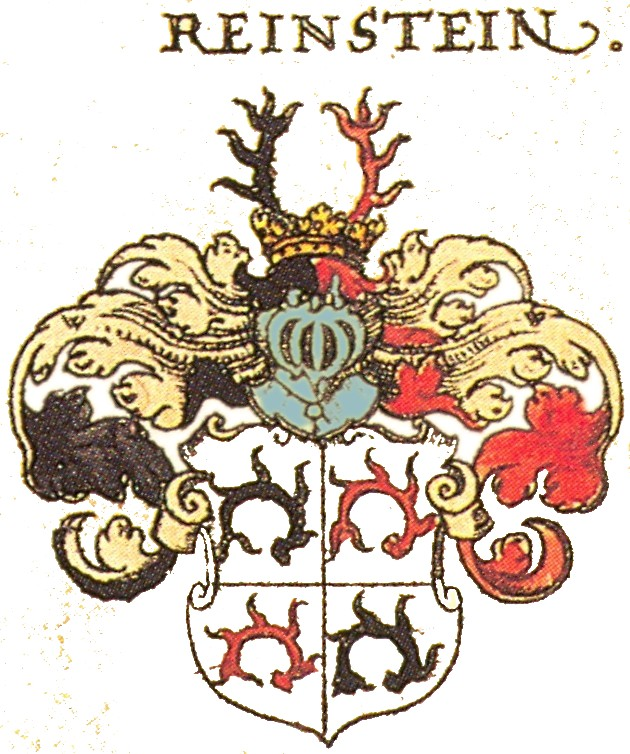
Wappen aus Siebmachers Wappenbuch

Die Familie von Regenstein, auch Reinstein, war ein niedersächsisches Grafengeschlecht, das zu den Harzgrafen zählte und sich nach der gleichnamigen Burg Regenstein bei Blankenburg im Harz benannte.

## Geschichte
Urkundlich wurde erstmals 1162 Cunradus Comes de Regenstein (Graf zu Regenstein), Konrad (der Sohn des Grafen Poppo I. von Blankenburg aus dem Haus der Reginbodonen), namentlich erwähnt und begründete so das Geschlecht Reinstein-Blankenburg. Die Grafen von Regenstein waren im 12. und 13. Jahrhundert vom Stift Quedlinburg mit der Verwaltung des Untereichsfeldes belehnt worden, wo sie wiederum lokale Adlige und Ritter als Afterlehner einsetzten. Die Heimburg gelangte Anfang des 14. Jahrhunderts in den Lehnsbesitz und begründete die jüngere Linie Reinstein(-Heimburg). Die Burg Regenstein (der Linie Reinstein-Reinstein) wurde Mitte des 15. Jahrhunderts zugunsten von Blankenburg und Derenburg aufgegeben.
Die Grafen Ernst I. († 1581) und Bodo II. von Regenstein (1530/31–1594) unterzeichneten die Konkordienformel von 1577 und das Konkordienbuch von 1580.
Der letzte männliche Nachfahre des adligen Geschlechtes, Graf Johann Ernst von Regenstein, starb 1599. Teile der Grafschaft entwickelten sich zum Fürstentum Blankenburg.

## Besitzungen

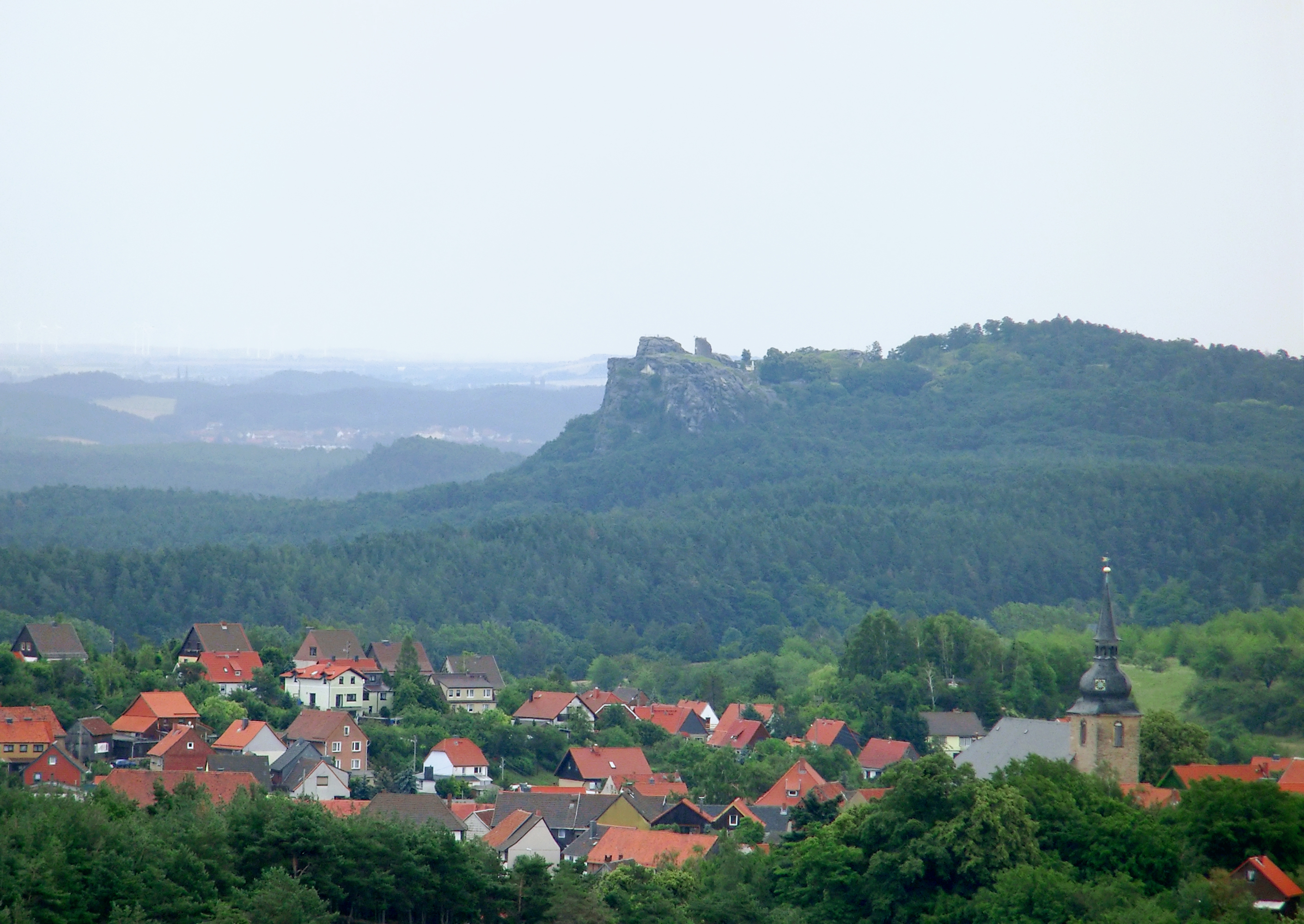
Burg Regenstein, im Vordergrund der Ort Heimburg

- Burg Regenstein
- Burg Westerburg
- Burg Heimburg
- Roseburg (Schloss)
- Burg Calvörde
- Burg Oschersleben
- Schloss Blankenburg (Harz)
- Kuxburg

## Wappen
Das Wappen der gräflichen Linie zeigt in Silber eine (schwarze) rote, sechsendige Hirschstange. Der spätere gevierte Schild zeigt jeweils in Silber (1:4) eine schwarze und in (2:3) eine rote sechsendige Hirschstange. Helm: gekrönt, rechts eine schwarze, links eine rote sechsendige Hirschstange. Die Helmdecken sind rechts schwarz silbern, links rot silbern.

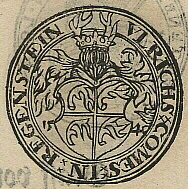
Rückseite eines Talers mit dem Wappen der Familie

## Persönlichkeiten
- Poppo I. von Regenstein-Blankenburg, Stammvater des Geschlechtes
- Richenza von Regenstein-Blankenburg (* um 1100; † vor 1145), Ehefrau von Poppo I.
- Reinhard von Blankenburg († 1123), von 1107 bis 1123 Bischof von Halberstadt
- Dietrich von Regenstein († 13. Jh.), Ritter des Deutschen Ordens in Preußen[3]
- Günther von Regenstein († 13. Jh.), Ritter des Deutschen Ordens in Preußen, Bruder von Dietrich von Regenstein[4]
- Burchard II. von Blankenburg († 1305), Erzbischof von Magdeburg
- Siegfried von Regenstein († frühes 14. Jh.), Priesterbruder des Deutschen Ordens in Preußen, 1296–1310 Bischof von Samland[5]
- Albrecht II. von Regenstein († 1349), Graf der Grafschaft Regenstein
- Ulrich X. von Regenstein (1499–1551), Graf
- Elisabeth von Regenstein-Blankenburg (1542–1584), Äbtissin von Quedlinburg

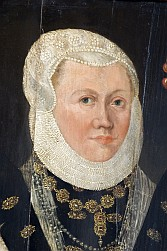
Porträt der Äbtissin Elisabeth
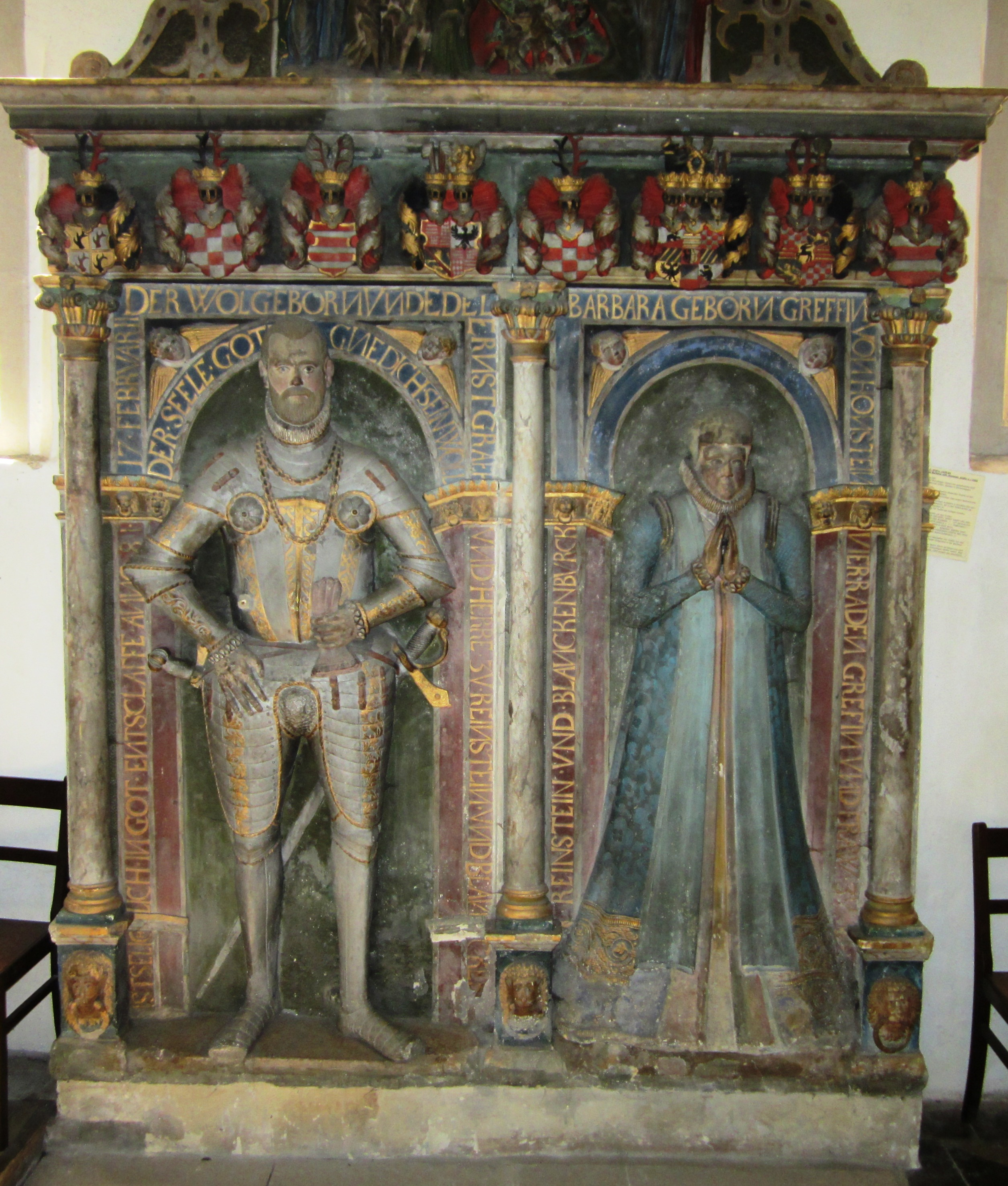
Grabmal Ernst I. von Regenstein und seiner Frau Barbara in der Bartholomäuskirche in Blankenburg